# Асеновска река
Асеновска река, Асеновица или Коруча е река в Южна България, област Сливен, община Сливен, ляв приток на Тунджа. Дължината ѝ е 36 km.
Асеновска река извира под името Беглек дере на 979 m н.в. в Сливенска планина на Стара планина, източно от прохода Вратник, в непосредствена близост до шосето за село Раково. До излизането си от планината при град Сливен тече в много дълбока (в района на язовир „Асеновец" каньоновидна) и силно залесена долина, в началото на югозапад, а след това на югоизток. Преминава през центъра на Сливен и пресича в южна посока Сливенското поле. Влива отляво в река Тунджа на 152 m н.в., на 500 m югозападно от село Самуилово
Основни притоци: → ляв приток, ← десен приток
- ← Дерин дере
- → Ирек дере (влива се в язовир „Асеновец")
- → Магарешка река (влива се в язовир „Асеновец")
- ← Урушки дол
- ← Колишница

Реката е с основно дъждовно подхранване с максимум от февруари до май и минимум от юли до октомври. Среден годишен отток при местността Предела под моста на шосето Сливен–Елена 0,79 m3/s.
По течението на реката е разположен само град Сливен.
Водите на реката в долното си течение, в Сливенското поле се използват за напояване. На 10 km северозападно от град Сливен на реката в най-тесния участък от долината ѝ е изграден големия язовир „Асеновец", водите на който се използват за битово и промишлено водоснабдяване на град Сливен.
По долината на реката на протежение от 10 km преминава и участък (от местността Предела до Сливен) от Републикански път II-53 от Държавната пътна мрежа Поликраище–Сливен–Ямбол–Средец.

## Топографска карта
- Лист от карта K-35-41. Мащаб: 1 : 100 000.
- Лист от карта K-35-53. Мащаб: 1 : 100 000.